# 가라와어족
가라와어족(영어: Garawan languages)은 오스트레일리아 북부에서 쓰이는 오스트레일리아 원주민 언어들로 이루어진 작은 어족이다. 가라와어족에 속하는 언어는 다음과 같다.
- 가라와어 (북부)
- 와니어 (사멸, 남부)
- 구닌디리어 (사멸, 서남부)

구닌디리어에 관해서는 알려진 것이 거의 없다.
가라와어족은 파마늉아어족과 같은 계통일 가능성이 있다. 그러나 Bowern (2011)은 이를 받아들이지 않는다. 가라와어족에 속하는 언어들은 서로 가까운 관계이며, Dixon (2002)에 따르면 가라와·와니조어를 재구하는 일은 어렵지 않을 것이라고 한다.